# 台灣佳美工

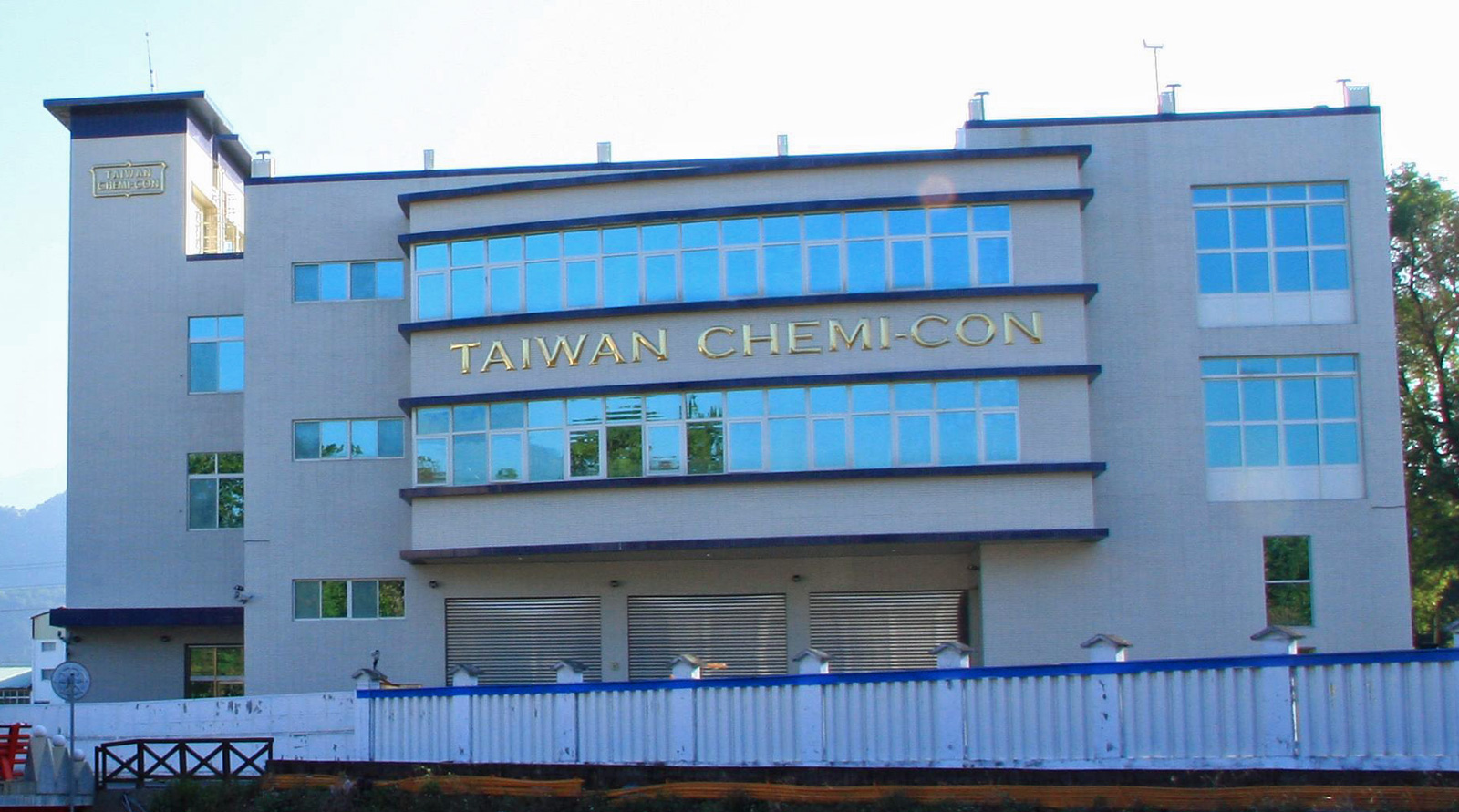
台灣佳美工 總公司・埔里工廠

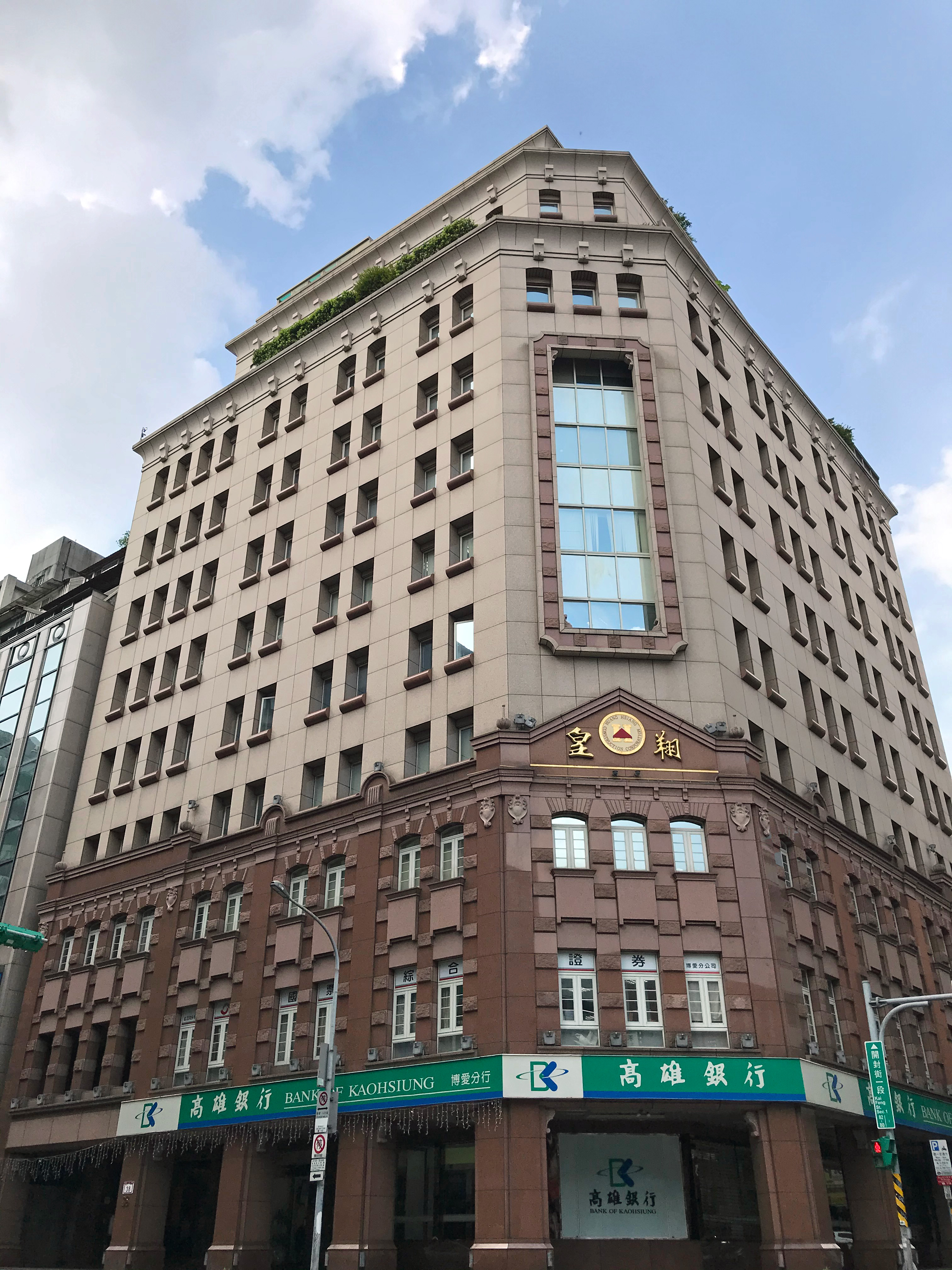
台灣佳美工 台北販售據點

台灣佳美工為日本貴彌功株式會社所投資的子公司也是臺灣一家電子工業公司。

母公司日本貴彌功株式會社(日语：／ Nippon Kemikon)較常被稱為NCC。

## 簡介
作為日本貴彌功株式會社子公司的台灣佳美工主要是以販賣電子產品為主，但在台灣也設有工廠專門製造導電性固態鋁電解電容器。

## 歷史
- 1979年(民国68年)4月 – 設立海外製造工廠・銷售據點
- 1982年(民国71年)10月 – 埔里工廠落成並即期生產以及成立台北營業所。
- 2004(民国93年)7月 – 台北營業所遷移
- 2004(民国93年)10月 – 埔里工廠擴充倉庫

## 主要據點
- 總公司・製造廠 南投縣埔里鎮
- 販售據點 台北市中正區

## 公司名稱
在亞洲地區，因為公司名稱的漢字與當地的其他公司相同，因此在註冊時使用取同音不同漢字登記為公司名。
- 中國大陸: 貴彌功
- 台灣: 佳美工
- 香港: 嘉美工

## 國際認證
- ISO-9002品質保證制度認證
- ISO-9001品質保證制度認證
- ISO-14001環境品質認證

## 外部連結
- 日本貴彌功株式会社 （页面存档备份，存于） (企業)